# Mejdi Traoui
Mejdi Traoui (Sousse, Túnez, 13 de diciembre de 1983) es un exfutbolista de Túnez que jugaba en la posición de centrocampista.

## Carrera

### Club
| Periodo   | Club                     | Apariciones | Goles |
| --------- | ------------------------ | ----------- | ----- |
| 2002–2008 | Étoile du Sahel          | 149         | 28    |
| 2008–2010 | Red Bull Salzburg        | 2           | 0     |
| 2009      | → Al-Wehda Club (cedido) | 6           | 0     |
| 2010–2014 | Espérance ST             | 99          | 5     |

### Selección nacional
A nivel de selecciones menores jugó en los Juegos Olímpicos de Atenas 2004 donde no superaron la fase de grupos. Con Túnez jugó en 37 ocasiones de 2004 a 2013 y anotó un gol, el cual fue en el empate 2-2 ante Senegal en Tamale por la Copa Africana de Naciones 2008.

## Logros
- CLP-1 (5): 2007, 2010, 2011, 2012, 2014
- Copa de Túnez (1): 2011
- Recopa Africana (1): 2003
- Copa Confederación de la CAF (1): 2006
- Liga de Campeones de la CAF (2): 2007, 2011
- Supercopa de la CAF (1): 2008
- Bundesliga de Austria (1): 2009